# Актюбінський хімічний завод
Актюбінський хімічний завод – колишній виробничий майданчик на заході Казахстану, який діяв за кілька десятків кілометрів на південь від Актобе (Актюбінську) у місті Алга (також відомий як Алгінський хімічний завод).
Завод вирішили звести з розрахунку на використання ресурсів Актюбінського фосфоритоносного басейну. У 1930-му в регіоні почався видобуток фосфоритів, а в 1934-му майданчик в Алзі випустив першу партію сульфатної кислоти (необхідна для розкладення фосфоритів з отриманням фосфорної кислоти). З 1935-го розпочали випуск преципітату – добрива, яке отримують взаємодією фосфорної кислоти та гідроксиду кальцію (гашеного вапна). 
Сульфатну кислоту отримували шляхом обпалювання доправлених з Уралу піритів. В 1935-му випустили 332 тисяч тон кислоти, в 1936-му – 513 тисяч тон. Також завод мав крейдяний кар’єр та печі для випалу вапна. Супутнім видом продукції став кремнефотристий натрій (використовується для боротьби зі шкідниками), який отримували із багатих на фтор відхідних газів. 
В 1942-му у заводу з’явився новий напрямок – виробництво борної кислоти. При цьому можливо відзначити, що ще з середини 1930-х в сусідній Західно-Казахстанській області діяв Індерський рудник, який розробляв родовище боратів. В якийсь момент алгінський майданчик також узявся за випуск бор-магнієвих добрив.
Того ж 1942-го припинили випуск преципітату, при цьому ще до завершення війни розпочали за випуск (поки в незначних обсягах) іншого фосфорного добрива – суперфосфату. Також до асортименту увійшов тринатрійфосфат.
Оскільки місцеві фосфорити мали низький вміст пентаоксиду фосфору, не пізніше другої половини 1950-х Актюбінський завод перейшов на продукування фосфорних продуктів з апатитового концентрату, який доправляли з Кольського півострова, та фосфоритів з Кіровської області (В’ятсько-Камське родовище). 
В 1974-му ввели в дія новий цех сульфатної кислоти, до комплексу якого входив димар заввишки 180 метрів.
Напередодні розпаду СРСР Актюбінський завод мав біля 15 тисяч працівників. Втім, на тлі краху планової економіки завод потрапив у складне становище та в 1996-му був визнаний банкрутом.